# Final del Campionat del Món de Clubs de futbol 2007
La final del Campionat del Món de Clubs de futbol 2007 va tenir lloc a l'Estadi Nissan de Yokohama, al Japó, el 16 de desembre de 2007.
El partit va enfrontar l'AC Milan italià, campió de la UEFA, contra el Boca Juniors argentí, campió de la CONMEBOL. El Milan va guanyar per 4–2 en un partit presenciat per 68,263 espectadors. El Milan va guanyar així el seu quart trofeu del Campionat del Món de Clubs/Copa Intercontinental i es va venjar de la seva derrota a la Copa Intercontinental de 2003 contra el Boca Juniors. El Milan també va depassar el Boca Juniors, el Nacional, el CA Peñarol, el Reial Madrid i el São Paulo FC com a únic club que havia guanyat la competició. Kaká fou escollit millor jugador del partit.

## Camí a la final
| Boca Juniors                        | Equip                         | AC Milan                                          |
| ----------------------------------- | ----------------------------- | ------------------------------------------------- |
| CONMEBOL                            | Confederació                  | UEFA                                              |
| Campió de la Copa Libertadores 2007 | Classificació                 | Campió de la Lliga de Campions de la UEFA 2006–07 |
| Exempt                              | Play-off pels quarts de final | Exempt                                            |
| Exempt                              | Quarts de final               | Exempt                                            |
| 1–0 Étoile du Sahel · (Cardozo 37') | Semifinals                    | 1–0 Urawa Red Diamonds · (Seedorf 68')            |

## Partit

### Detalls
| Boca Juniors              | 2–4     | AC Milan                                |
| ------------------------- | ------- | --------------------------------------- |
| Palacio 22' · Ledesma 85' | Detalls | Inzaghi 21', 71' · Nesta 50' · Kaká 61' |

| Boca Juniors | Milan |

|              |    |                         |     |     |
|              |    |                         |     |     |
| GK           | 12 | Mauricio Caranta        |     |     |
| CB           | 20 | Jonathan Maidana        |     |     |
| CB           | 29 | Gabriel Paletta         | 73' |     |
| CB           | 3  | Claudio Morel Rodríguez |     |     |
| DM           | 5  | Sebastián Battaglia     | 55' |     |
| RM           | 4  | Hugo Ibarra             | 40' |     |
| CM           | 15 | Álvaro González         |     | 67' |
| CM           | 24 | Éver Banega             |     |     |
| LW           | 19 | Neri Cardozo            |     | 68' |
| SS           | 14 | Rodrigo Palacio         |     |     |
| CF           | 9  | Martín Palermo (c)      |     |     |
| Suplents     |    |                         |     |     |
| MF           | 8  | Pablo Ledesma           | 88' | 67' |
| MF           | 11 | Leandro Gracián         |     | 68' |
| Entrenador   |    |                         |     |     |
| Miguel Russo |    |                         |     |     |

|                 |    |                   |     |     |
|                 |    |                   |     |     |
| GK              | 1  | Dida              |     |     |
| RB              | 25 | Daniele Bonera    |     |     |
| CB              | 13 | Alessandro Nesta  |     |     |
| CB              | 4  | Kakha Kaladze     | 77' |     |
| LB              | 3  | Paolo Maldini (c) |     |     |
| CM              | 8  | Gennaro Gattuso   |     | 65' |
| CM              | 21 | Andrea Pirlo      |     |     |
| CM              | 23 | Massimo Ambrosini | 22' |     |
| AM              | 22 | Kaká              | 62' |     |
| AM              | 10 | Clarence Seedorf  |     | 87' |
| CF              | 9  | Filippo Inzaghi   |     | 76' |
| Suplents        |    |                   |     |     |
| MF              | 5  | Émerson           |     | 65' |
| DF              | 2  | Cafu              |     | 76' |
| MF              | 32 | Cristian Brocchi  |     | 87' |
| Entrenador      |    |                   |     |     |
| Carlo Ancelotti |    |                   |     |     |

| Millor jugador del partit: Kaká (Milan) Àrbitres assistents: José Luis Camargo (Mèxic) Pedro Rebollar (Mèxic) Quart àrbitre: Mark Shield (Austràlia) | Regles del partit - 90 minuts. - 30 minuts de temps afegit si calgués. - Tanda de penals si el marcador encara estigués empatat - Dotze suplents - Màxim de tres canvis |

### Estadístiques
|                       | Boca Juniors | Milan |
| --------------------- | ------------ | ----- |
| Gols marcats          | 2            | 4     |
| Xuts totals           | 17           | 14    |
| Xuts entre els 3 pals | 9            | 7     |
| Possessió             | 49%          | 51%   |
| Còrners               | 5            | 2     |
| Faltes comeses        | 22           | 14    |
| Fores de joc          | 4            | 3     |
| Targetes grogues      | 3            | 2     |
| Targetes vermelles    | 1            | 1     |